# Алеко Ахілесович Діамандопуло (Ріоніс)
Олександр Ахілесович Діамантопуло (Ріоніс) (1910—1976) — грецький поет, перекладач, колишній викладач грецької мови в Маріупольському гірничому технікумі.
Закінчив грецьке відділення Ленінградського інституту історії, філософії, літератури і мовознавства (нині Санкт-Петербург, 1933). Викладав у грецькій школі в Батумі, згодом — у грецькому педагогічному технікумі міста Маріуполь (нині Донецька область). Від 1937 року працював у гірничій промисловості; у 1963–1970 роках — головний бухгалтер Івано-Франківського обласного управління газового господарства.
Друкувався від 1927 року у грецькій періодиці. Автор драми «Салоникские зори» (поставлена Батумським грецьким драматичним театром у 1935), поем «Котур падишах», «Камендже», «Ночь в Кастанте», «Бессмертие» та інших; статей про діячів історії і культури — маріупольських греків (фольклористки Кассандра Костан і Римма Харабадот, народний поет Леонтій Балджи-Хонагбей, композитор і диригент Василь Аліта, художники Лель Кузьмінков і Валентин Константінов, Герой Радянського Союзу Василь Талах, поети Антон Шапурма і Леонтій Кір’яков, літератор Федір Церахто, учасник воєнних дій 1918–1920 років Георгій Сагіров); книг і статей про кримських, одеських, понтійських греків (драматург Георгій Фотіадіс, співачка Ж. Пумбуріді, поет К.Мурзіді, співак Я. Вутарас, революціонер П. Аргіропулос, літератор Я. Кононіадіс, художник Кіріак Костанді); статей, присвячених українсько-грецьким літературним зв’язкам.
Перекладав новогрецькою мовою з української та румейської мов твори Тараса Шевченка, Лесі Українки, Григорія Данченка; з новогрецької та румейської -  Константиноса Паламаса, Янніса Ріцоса, Леонтія Хонагбея, Леонтія Кір’якова, Антона Шапурми та інших. 
Від 1970 року упорядковував і готував до друку «Очерки советско-греческой литературы» (у двох частинах) та румейсько-російський, російсько-румейський і румейський фразеологічні словники (не завершені). «Очерки советско-греческой литературы» (перша частина) містили в собі 107 машинописних сторінок із додатком 23 ілюстрацій. Працював спільно з Едуардом Хаджиновим, товаришував із іншими румейськими літераторами.
Один з укладачів «Румейсько-російський і російсько-румейський словник п'яти діалектів греків Приазов'я», виданого 2006 року у Маріуполі.